# José Argüelles
José Argüelles, nome completo Joseph Anthony Argüelles (Rochester, 24 gennaio 1939 – 23 marzo 2011), è stato uno scrittore e artista statunitense.

## Biografia
Dopo la laurea in Storia dell'arte ed Estetica conseguita nel 1969 all'Università di Chicago, si dedica all'insegnamento (ha tenuto lezioni nelle università di Princeton, della California, Davis, al San Francisco Art Institute e al Naropa Institute) e sviluppa ricerche in ambito New Age.

Ispirandosi alle teorie dell'antropologo russo Nicholas Roerich, fonda nel 1983, insieme alla compagna Lloydine, il Planet Art Network per la pace globale. Nel 1987, tra il 16 il 17 agosto, a Sedona, in Arizona, organizza la Convergenza Armonica, una meditazione globale che riscontra una vastissima adesione.
È noto soprattutto per aver teorizzato il Dreamspell o Calendario delle 13 lune, un raffinato sistema di conteggio del tempo dedotto da una interpretazione del calendario Tzolkin dei Maya, de I Ching e di altre fonti esoteriche. Autore di numerose pubblicazioni, nel 1987 ha dato alle stampe il best seller Il fattore maya, pubblicato in Italia nel 1999.

## Opere principali
- José Argüelles, I 260 postulati de la dinamica del tempo e l'evoluzione del tempo come coscienza, Bari, WIP Edizioni, 2001, ISBN 8884590019.
- José Argüelles e Lloydine Argüelles, Tredici lune in movimento: un compendio del Dreamspell, PAN Italia, 2000, ISBN 8884590035.
- José Argüelles, Il fattore maya: la via al di là della tecnologia, a cura di Antonio Giacchetti, Bari, WIP Edizioni, 1999, ISBN 8884590078.
- José Argüelles e Miriam Argüelles, Il grande libro dei Mandala, Roma, Edizioni Mediterranee, 1972.